# Sharon Acker
Sharon Acker (* 2. April 1935 in Toronto, Ontario; † 16. März 2023 ebenda) war eine kanadische Schauspielerin.

## Leben
Acker wurde im Alter von neun Jahren adoptiert. Sie studierte Kunst und machte ihren Abschluss 1953.
Acker begann ihre Schauspielkarriere im Theater und erlebte 1957 ihr Kinodebüt im Film Volltreffer ins Glück. Weitere Filmauftritte hatte sie unter anderem in Point Blank (1967), Wer trägt bei Rosie schon Pyjamas? (1969), Don’t Let the Angels Fall (1969), Act of the Heart (1970), Das Urteil des Richters (1977), Ab in die Ewigkeit (1981) und Herzchirurg Dr. Vrain (1981).
Sie spielte auch in zahlreichen Fernsehserien wie etwa in Raumschiff Enterprise (1969), The Bold Ones: The Senator (1970–1971), The New Perry Mason (1973–1974) und Executive Suite (1976–1977). 1973 gewann sie zusammen mit Bill Finnegan, Jack Webb, Daniel Petrie, Harold Jack Bloom, Rick Lenz und Richard Boone den Bronze Wrangler für die Folge The Century Turns der Serie Hec Ramsey.
Ihre letzte Kinorolle übernahm sie 1981 in Ab in die Ewigkeit, danach war sie noch bis einschließlich 1992 in verschiedenen Fernsehproduktionen zu sehen. 1994 setzte sie sich zur Ruhe. Im gleichen Jahr zog sie gemeinsam mit ihrem zweiten Mann zurück nach Toronto, wo sie sich der Malerei und der Herstellung von Skulpturen widmete. Ihr Mann starb im Jahr 2001. Ihr Schaffen für Film und Fernsehen umfasst mehr als 80 Produktionen. 
Acker starb im Alter von 87 Jahren in einem Altersheim. Sie war Mutter je zweier Kinder und Stiefkinder.

## Filmografie (Auswahl)
- 1956: Anne of Green Gables (Fernsehfilm)
- 1957: Volltreffer ins Glück (Lucky Jim)
- 1961: Macbeth (Fernsehfilm)
- 1961: One Plus One
- 1966: Wojeck (Fernsehserie, zwei Folgen)
- 1967: Point Blank
- 1968: Verrückter wilder Westen (Wild Wild West, Fernsehserie, eine Folge)
- 1968–1969: Ihr Auftritt, Al Mundy (It Takes a Thief, Fernsehserie, drei Folgen)
- 1969: Raumschiff Enterprise (Star Trek, Fernsehserie, Folge 3x71)
- 1969: Mini-Max (Get Smart, Fernsehserie, eine Folge)
- 1969: Wer trägt bei Rosie schon Pyjamas? (The First Time)
- 1969: Don’t Let the Angels Fall
- 1969: Lancer (Fernsehserie, eine Folge)
- 1969: Wer schläft mit Caroline? (Waiting for Caroline)
- 1970: Act of the Heart
- 1970–1971: The Bold Ones: The Senator (Fernsehserie, fünf Folgen)
- 1970, 1972: Kobra, übernehmen Sie (Mission: Impossible, Fernsehserie, zwei Folgen)
- 1971: Rauchende Colts (Gunsmoke, Fernsehserie, eine Folge)
- 1971: Alias Smith und Jones (Alias Smith and Jones, Fernsehserie, eine Folge)
- 1971: FBI (The F.B.I., Fernsehserie, eine Folge)
- 1971–1975: Cannon (Fernsehserie, drei Folgen)
- 1973: The Stranger (Fernsehfilm)
- 1973–1974: The New Perry Mason (Fernsehserie, 15 Folgen)
- 1973–1975: Barnaby Jones (Fernsehserie, drei Folgen)
- 1974: The Hanged Man (Fernsehfilm)
- 1974: Harry O (Fernsehserie, eine Folge)
- 1975, 1977: Die Straßen von San Francisco (The Streets of San Francisco, Fernsehserie, zwei Folgen)
- 1976: Our Man Flint: Dead on Target (Fernsehfilm)
- 1976–1977: Executive Suite (Fernsehserie, 18 Folgen)
- 1977: Gangster im OP (The Hostage Heart, Fernsehfilm)
- 1977: Das Urteil des Richters (Cry for Justice)
- 1978: Love Boat (The Love Boat, Fernsehserie, eine Folge)
- 1978–1979: Detektiv Rockford – Anruf genügt (The Rockford Files, Fernsehserie, zwei Folgen)
- 1978–1981: Quincy (Quincy, M. E., Fernsehserie, drei Folgen)
- 1979: Police Story: A Cry for Justice (Fernsehfilm)
- 1980: Kampfstern Galactica 1980 (Galactica 1980, Fernsehserie, eine Folge)
- 1980: Battles: The Murder That Wouldn’t Die (Fernsehfilm)
- 1980: Der unglaubliche Hulk (The Incredible Hulk, Fernsehserie, eine Folge)
- 1981: Ab in die Ewigkeit (Happy Birthday to Me)
- 1981: Herzchirurg Dr. Vrain (Threshold)
- 1981: Flamingo Road (Fernsehserie, eine Folge)
- 1981, 1985: Simon & Simon (Fernsehserie, zwei Folgen)
- 1982: Off Your Rocker (Fernsehfilm)
- 1983: Trapper John, M.D. (Fernsehserie, eine Folge)
- 1985: Die Fälle des Harry Fox (Crazy Like a Fox, Fernsehserie, eine Folge)
- 1985: Knight Rider (Fernsehserie, eine Folge)
- 1986: Mord ist ihr Hobby (Murder, She Wrote, Fernsehserie, eine Folge)
- 1987: Zeit der Sehnsucht (Days of our Lives, Fernsehserie)
- 1992: Schatten der Leidenschaft (The Young and the Restless, Fernsehserie, vier Folgen)

## Auszeichnungen
- 1973: Bronze Wrangler für die Folge The Century Turns der Serie Hec Ramsey (geteilt mit Bill Finnegan, Jack Webb, Daniel Petrie, Harold Jack Bloom, Rick Lenz und Richard Boone)